# Natty Dreadlocks
Natty Dreadlocks (também "Natty Dread", "Natty", "Dready" ou "Dread") é um termo rastafári usado para descrever um membro daquela comunidade. O termo também é usado com frequência na música reggae e em atividades culturais relacionadas ao rastafarianismo, para representar uma personificação idealizada do movimento como um todo. Combina dois termos do inglês jamaicano, "natty" - variante do inglês "native", "nativo", combinado a um termo que descreve o característico estilo de cabelo usado pelos rastafáris, "dreadlocks". Atualmente termo é utilizado no dialeto jamaicano para se referir ao próprio dreadlock.
Entre os exemplos de álbuns e canções de reggae que mencionam o termo estão Guess who's Coming to Dinner ("Adivinhe quem vem para o jantar?"), de Black Uhuru, no qual a resposta para a pergunta retórica é "Natty Dreadlocks", Natty Dread, álbum de 1974 de Bob Marley & the Wailers, Natty Dread Taking Over, canção do álbum Two Sevens Clash, da banda Culture (1976) e Pique Natty Dread, da banda de reggae brasileira Planta & Raiz.